# Banjar Jawa
Banjar Jawa is een bestuurslaag in het regentschap Buleleng van de provincie Bali, Indonesië. Banjar Jawa telt 4359 inwoners (volkstelling 2010).